# Вешарка
Вешарка — река в Бабаевском районе Вологодской области России и Бокситогорском районе Ленинградской области, левый приток Колпи.
Площадь водосборного бассейна — 293 км². Высота устья — 135 м над уровнем моря.
Вытекает из болота Большая Вельга на северо-западе Тороповского сельского поселения Бабаевского района Вологодской области, менее чем в километре от границы с Ленинградской областью. Течёт на юго-восток вдоль областной границы, около 3 км течения находится в Бокситогорском районе Ленинградской области. В 16 км от устья в Вешарку впадает её крупнейший левый приток — река Чернь. После устья Черни Вешарка делает два широких поворота, сначала сворачивая к северо-западу, а потом возвращая направление на юго-восток. В этой местности на берегах располагаются деревни Горбачи, Бардинское, Карпово, Ципелево, Горка, Плаксино, Кузовлево, Степаново, Красиково, Косино, Горочка. Через 2 км после деревни Горочка Вешарка впадает в Колпь в 183 км от её устья. Длина реки составляет 38 км.
На берегу Вешарки возле деревни Степаново расположены курганы — памятник археологии федерального значения, поставленный на охрану постановлением Совета Министров РСФСР № 1327 от 30.08.1960.

## Данные водного реестра
По данным государственного водного реестра России относится к Верхневолжскому бассейновому округу, водохозяйственный участок реки — Суда от истока и до устья, речной подбассейн реки — Реки бассейна Рыбинского водохранилища. Речной бассейн реки — (Верхняя) Волга до Куйбышевского водохранилища (без бассейна Оки).
Код объекта в государственном водном реестре — 08010200212110000007739.